# Guadalupe kommun, Zacatecas
Guadalupe är en kommun i Mexiko.   Den ligger i delstaten Zacatecas, i den centrala delen av landet, 500 km nordväst om huvudstaden Mexico City. Antalet invånare är 129 387. Arean är 804 kvadratkilometer.
Terrängen i Guadalupe är kuperad åt sydväst, men åt nordost är den platt.
Följande samhällen finns i Guadalupe:
- Guadalupe
- Tacoaleche
- Martínez Domínguez
- La Luz
- San Ignacio
- Francisco E. García
- Laguna de Arriba
- Lomas de Guadalupe
- General Emiliano Zapata
- Colonia Osiris
- El Mastranto
- San Isidro Bocanegra
- Lo de Vega
- Colonia San José